# Concierto para piano n.º 23 (Mozart)

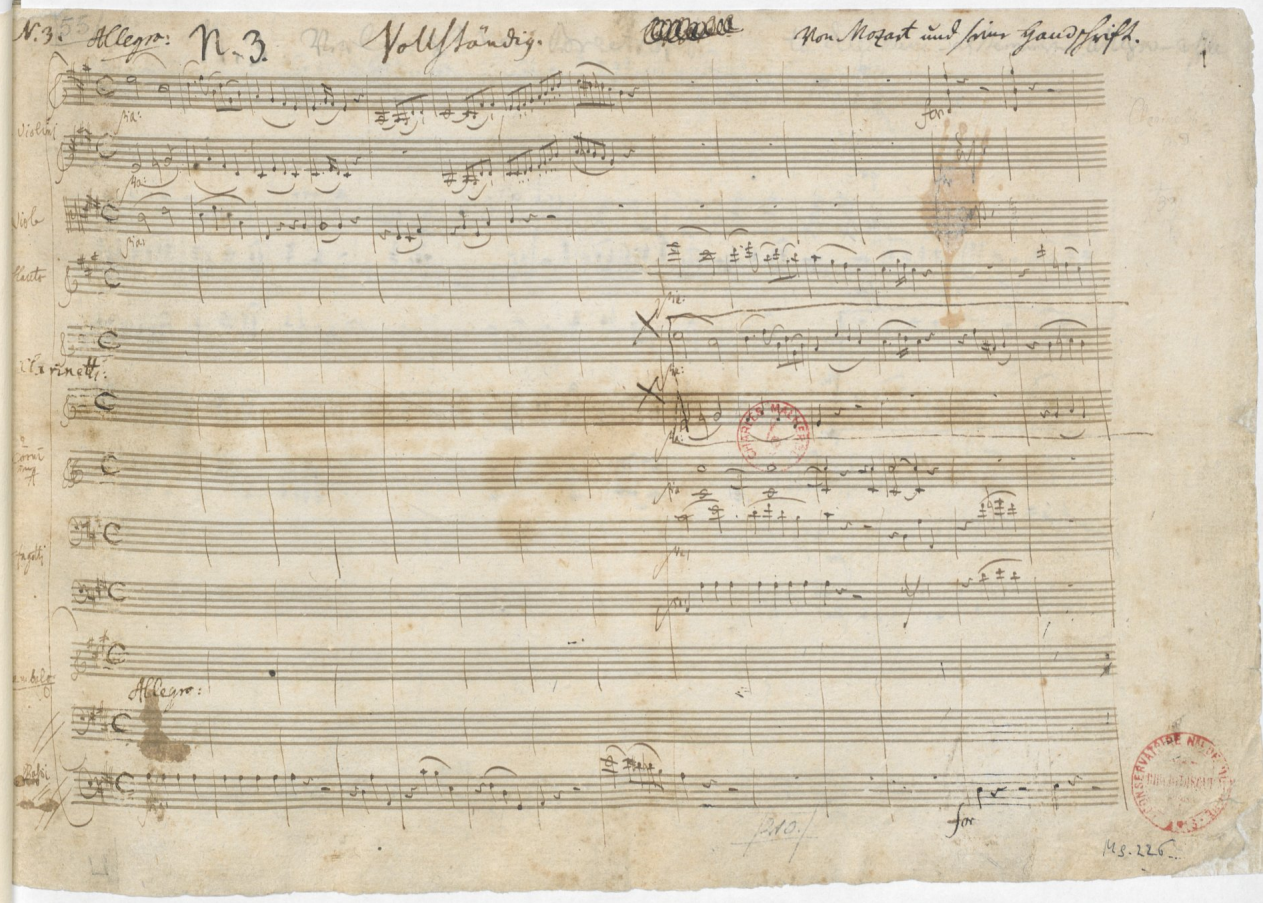
Manuscrito de la primera página del concierto.

El Concierto para piano n.º 23 en la mayor, K. 488, es una composición musical para piano y orquesta escrita por Wolfgang Amadeus Mozart. Fue terminada, según el catálogo temático que llevaba el propio Mozart, el 2 de marzo de 1786, aproximadamente en el momento del estreno de su ópera Las bodas de Fígaro. Fue uno de los tres conciertos por subscripción que ofreció esa primavera y probablemente fue interpretado por el propio Mozart en uno de ellos. 

## Instrumentación
El concierto está escrito para piano solo y una orquesta compuesta por flauta, dos clarinetes, dos fagotes, dos trompas y cuerdas.

## Estructura
Consta de tres movimientos:
1. Allegro en la mayor y compás de 4/4.
2. Adagio en fa sostenido menor y compás de 6/8.
3. Allegro assai en la mayor y alla breve.

El primer movimiento es alegre y positivo en su mayor parte, pero con los ocasionales toques melancólicos muy típicos de las piezas de Mozart en la mayor.
El segundo movimiento, en forma ternaria, es apasionado y algo operístico en el tono. El piano empieza sólo con un tema caracterizado por inusuales saltos grandes. Este es el único movimiento de Mozart escrito en la tonalidad de fa sostenido menor. Las dinámicas son suaves en la mayor parte de la pieza.
El tercer movimiento es un rondó, oscurecido por los traslados a otras tonalidades como en el movimiento inicial (a do mayor desde mi menor y viceversa durante el tema secundario en este caso) y con una sección central cuyo inicio en fa sostenido menor se ve interrumpido por una melodía de clarinete en re mayor, una intrusión que nos recuerda, como observa Girdlestone, que la música instrumental en ese momento se vio influida por la ópera buffa y sus repentinos cambios de punto de vista así como de escena.

## Bandas sonoras
- Funeral en Berlín - Escena 2 ("¿Quién es ese que toca el piano con los codos?" - Michael Caine).
- El nuevo mundo.
- El Barbero de Siberia, 1998.  Director - Nikita Mijalkov.